# 卡米爾·普里馬科夫

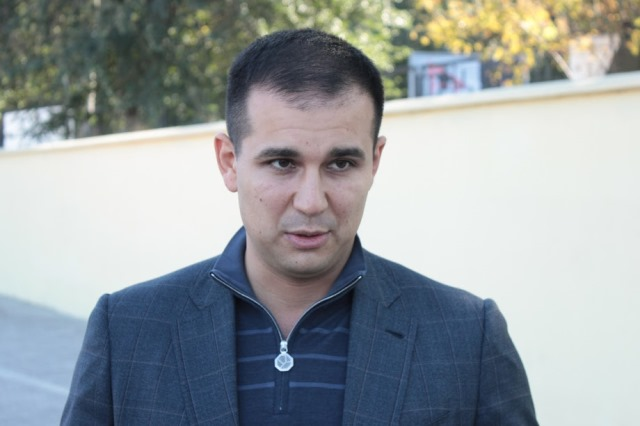
卡米爾·普里馬科夫

卡米爾·尤里耶維奇·普里馬科夫 (烏克蘭語：Каміль Юрійович Примаков，1985年2月1日—) 第尼普羅彼得羅夫斯克州副州長，第6-7屆議會成員，副派系"團結-人民黨"領導人。

## 傳記
24年來，由於他的父親成為LLC"燃料資源"（公司被清算）的共同創始人，"Euronafta"有限責任公司的聯合創始人，在前商業總監"沃斯托克跨石油"。
他畢業于第71號第11號尼普羅彼得羅夫斯克大學，就讀于國立礦業大學和第尼普羅彼得羅夫斯克大學內政系。他曾擔任烏克蘭第尼普羅彼得羅夫斯克州國家奧林匹克委員會副主席。

## 職業
2015年，在烏克羅普和伯里斯·菲拉托夫的政黨的支援下，他擔任第尼普羅彼得羅夫斯克市議會秘書，馬克沁·希奇和安德列·帕維爾科遊說他參選。菲拉托夫本人聲稱，普里馬科夫實際上不知道，為什麼他選擇它-他不知道菲拉托夫。
2016年4月 – 被任命為Dnipro區域理事會交通、通信和生態副委員會主席。
2016年4月21日 – 任命第尼普羅彼得羅夫斯克州副州長，他的直接領導人，州行政負責人瓦倫丁·雷茲尼琴科。
曾任波羅申科·安德里·帕維爾科機組人民副8會議助理。是党"變革前線"的副手，後是党"民主黨"。

## 筆記
- http://buroua.com/deputatskij-biznes-chto-budut-zashhishhat-narodnye-izbranniki-v-otvoevannyx-kreslax-rukovoditelej-i-chlenov-profilnyx-komissij-dnepropetrovskogo-gorsoveta/ （页面存档备份，存于）
- https://most-dnepr.info/news/society/134973_kamil_primakov_naznachen.htm （页面存档备份，存于）
- https://m.glavcom.ua/interviews/133086-boris-filatov-menja-ne-pozdravili-s-pobedoj-tri-cheloveka-–-petr-alekseevich-igor-valerevich-i-moja-zhena.html （页面存档备份，存于）
- http://m.antikor.com.ua/articles/99792-samye_bogatye_deputaty_dnepropetrovskogo_gorsoveta%5B%5D